# Gérard III de Holstein
Gérard III de Holstein (vers 1293 tué le 1er avril 1340), comte de Holstein-Rendsbourg de  1304 à 1340 et  Administrateur du royaume de Danemark de 1332 à 1340.

## Biographie
Gérard III de Holstein, connu des Allemands sous le nom de   « Gerhard der Grosse » (le Grand) et par les Danois sous le nom de « grev Geert » (le comte Gert) ou de « den kullede grev » (le comte chauve), était le fils  aîné de Henri Ier de Holstein fondateur de la lignée des Holstein-Rendsbourg après le partage du comté de Holstein consécutif à l’abdication du comte Adolphe IV en 1238 et de Heilwig de Bronckhorst.
Il devient comte de sa partie du Holstein à la mort de son père en 1304. Il soutient le roi Christophe II de Danemark lors de la difficile succession de son frère Éric VI de Danemark, les deux seigneurs concluent même un accord de défense mutuelle en 1323.
Les relations entre des deux princes se détériorent rapidement après la mort du duc Éric II de Schleswig le 12 mars 1325. Le roi Christophe II  qui  veut  s’emparer du contrôle du fief, revendique comme suzerain la régence au nom de l’héritier le jeune Valdemar âgé de  12 ans. Gérard III  de Holstein réclame également cette même régence car il est l’oncle maternel du jeune duc de Schleswig fils de sa sœur Adélaïde.
Avec son cousin Jean III de Holstein-Pön et un parti de nobles mécontents ils déclarent la déchéance de Christophe II de Danemark qui se réfugie en Allemagne du nord.
Gérard III de Holstein met à profit cette vacance du trône pour proclamer roi  son pupille sous le nom de Valdemar III de Danemark. Il assure, bien entendu, le gouvernement effectif du royaume, et se fait immédiatement concéder, en sa qualité de régent, les droits royaux sur le Schleswig, qu’il reçoit en fief héréditaire de la couronne danoise par la Capitulation du 7 juin 1326, dite Constitutio Valdemariana.
Les excès du comte de Gérard III font rapidement regretter le faible roi Christophe II, et le même parti qui l'avait chassé le rappelle. Il trouve un partisan dans l’autre comte de Holstein, Jean III de Holstein, qui s’inquiète de la montée en puissance de son parent. Christophe est rétabli en 1330, et Valdemar III de Danemark accepte de se contenter du Schleswig en février 1330.
Afin de maintenir son contrôle sur le royaume, Gérard III de Holstein organise, en 1329, le mariage de sa sœur Élisabeth duchesse douairière de Saxe-Lauenbourg  avec Éric, le fils aîné du roi. Cette trêve est suivie d’une nouvelle rupture, le jeune prince divorce dès 1331 d'une épouse plus âgée que lui et, ne tarde pas à périr la même année dans un accident. L’armée royale, renforcée par celle de Jean III de Holstein, est vaincue le 30 novembre 1331 à Lohede entre Rendsbourg et Schleswig.
Christophe II de Danemark, réduit à l’impuissance, meurt en 1332. Gérard III de Holstein juge inutile de lui donner un successeur, et il gouverne lui-même le pays avec le titre d’« Administrateur du Royaume » il contrôle le Jutland et la Fionie, pendant que l’est du pays est détenu  par son cousin Jean III de Holstein.
Le 7 octobre 1334, une armée, menée par Othon second fils de Christophe II, est battue à Taphede dans le diocèse de Vibourg. Le prétendant, capturé, restera prisonnier au Holstein jusqu’en 1341 pendant que son frère cadet, Valdemar, s’enfuit au Brandebourg.
Sous l’administration de Gérard III de Holstein, le Danemark est abandonné à l’ambition des Allemands, représentés par les baillis holsteinois. Les nobles du Holstein prennent en gage les châteaux royaux, pendant que les bourgeois accourent dans les villes et monopolisent le commerce.
L’État danois semblait promis à une disparition définitive et à une colonisation germanique inéluctable, lorsqu’un acte individuel le sauve : Le 1er avril 1340 à Randers en Jutland un gentilhomme jutlandais, Niels Ebbesen de Nörreriis, surprend le comte Geert au milieu de ses gens d’armes et de ses courtisans et le tue. L’historiographie danoise postérieure ne manque pas d’attribuer ce geste à « la chevaleresque vengeance du nationalisme danois opprimé par les Allemands  ». Les motivations et la personnalité de Niels Ebbesen restent inconnues, et il s’agit peut-être d’une simple vengeance liée à une offense personnelle.

## Union et postérité
Gérard III de Holstein épouse en 1315 Sophie, fille de Nicolas II de Mecklembourg-Werle-Güstrow et petite-fille d'Eric V de Danemark, dont : 
- Henri II de Fer (1317-1384), comte de Holstein Rendsbourg de 1340 à 1382. Père de Gérard VI qui par sa fille Hedwige d'Holstein (en) est le grand-père maternel du roi Christian Ier
- Nicolas de Holstein-Rendsbourg comte de 1390 à 1397
- Adolphe tué dans un combat en 1359
- Élisabeth abbesse d’Elten morte en 1402.

## Sources
- (en) Cet article est partiellement ou en totalité issu de l’article de Wikipédia en anglais intitulé « Gerhard III » (voir la liste des auteurs), édition du 5 mai 2009.